# Hidruro de litio y aluminio
El hidruro de litio y aluminio es un compuesto químico de fórmula LiAlH4, descubierto en 1947. Es utilizado principalmente como agente reductor en síntesis orgánica, fundamentalmente para reducir ésteres, ácidos carboxílicos y amidas.

## Propiedades químicas
El hidruro de litio y aluminio se utiliza habitualmente como agente reductor

### Reacciones de síntesis
- A partir del hidruro de litio (LiH)[4]  (redox)